# Liste der Stolpersteine in Frankfurt-Praunheim
Die Liste der Stolpersteine in Frankfurt am Main führt die vom Künstler Gunter Demnig verlegten Stolpersteine in Frankfurt am Main auf. Die Initiative Stolpersteine in Frankfurt am Main e. V. hat seit November 2003 die Verlegung von ca. 2000 Stolpersteinen, mindestens fünf Kopfsteinen und mindestens vier Stolperschwellen veranlasst. Die Initiative wird von der Stadt Frankfurt sowie von zahlreichen Institutionen, darunter das Jüdische Museum und das Institut für Stadtgeschichte unterstützt.
Die Steine erinnern an Menschen, die während der Zeit des Nationalsozialismus verfolgt, verhaftet, gequält, entrechtet, zur Flucht oder zum Suizid getrieben oder ermordet wurden. An ihrem letzten frei gewählten Wohnort in Frankfurt erinnern die Steine an alle Opfer des Nationalsozialismus: an Juden, Sinti und Roma, politisch Verfolgte, Zeugen Jehovas, Homosexuelle und Zwangsarbeiter, an als „asozial“ gebrandmarkte Menschen und an die Opfer der sogenannten „Euthanasie“-Morde an Kranken und Behinderten.
Im Oktober 2018 verlegte Gunter Demnig in Frankfurt den europaweit siebzigtausendsten Stein.
Die Stadtteile sind nach der Liste der Stadtteile von Frankfurt am Main angelegt. In den nicht gelisteten Stadtteilen liegen bislang keine Stolpersteine.
Über die hinter den Namen der Opfer liegenden Links lässt sich die zugehörige Biographie auf der Homepage der Stadt Frankfurt aufrufen.

## Liste
| Adresse                     | Name                         | Verfolgungsschicksal                                                                                             | Verlegedatum   | Bild                                                 | Anmerkung               |
| --------------------------- | ---------------------------- | --- | -------------- | ---------------------------------------------------- | ----------------------- |
| Damaschkeanger 128 ·        | Rudolf Simon                 | Rudolf Simon geb. 1.8.1901 deportiert Auschwitz 26.1.1945 Buchenwald ermordet 1.3.1945                           | 18. Mai 2015   | Stolperstein Damaschkeanger 128 Simon Rudolf         |                         |
| Ludwig-Landmann-Straße 46 · | Selma Zins geb. Schwanthaler | Selma Zins, geb. Schwanthaler geb. 3.10.1907 deportiert 1943 Ravensbrück überlebt / befreit                      | 18. Mai 2015   | Stolperstein Ludwig-Landmann-Str. 46 Zins Selma      |                         |
| Am Treutengraben 3 ·        | Albrecht Ege                 | Albrecht Ege geb. 31.1.1878 im Widerstand Verhaftet 1942 Zuchthaus Frankfurt-Preungesheim hingerichtet 23.1.1943 | 25. April 2008 | Stolpersteinlage Am Treutengraben 3 für Albrecht Ege | Siehe auch Wiki Artikel |